# 鬱金色

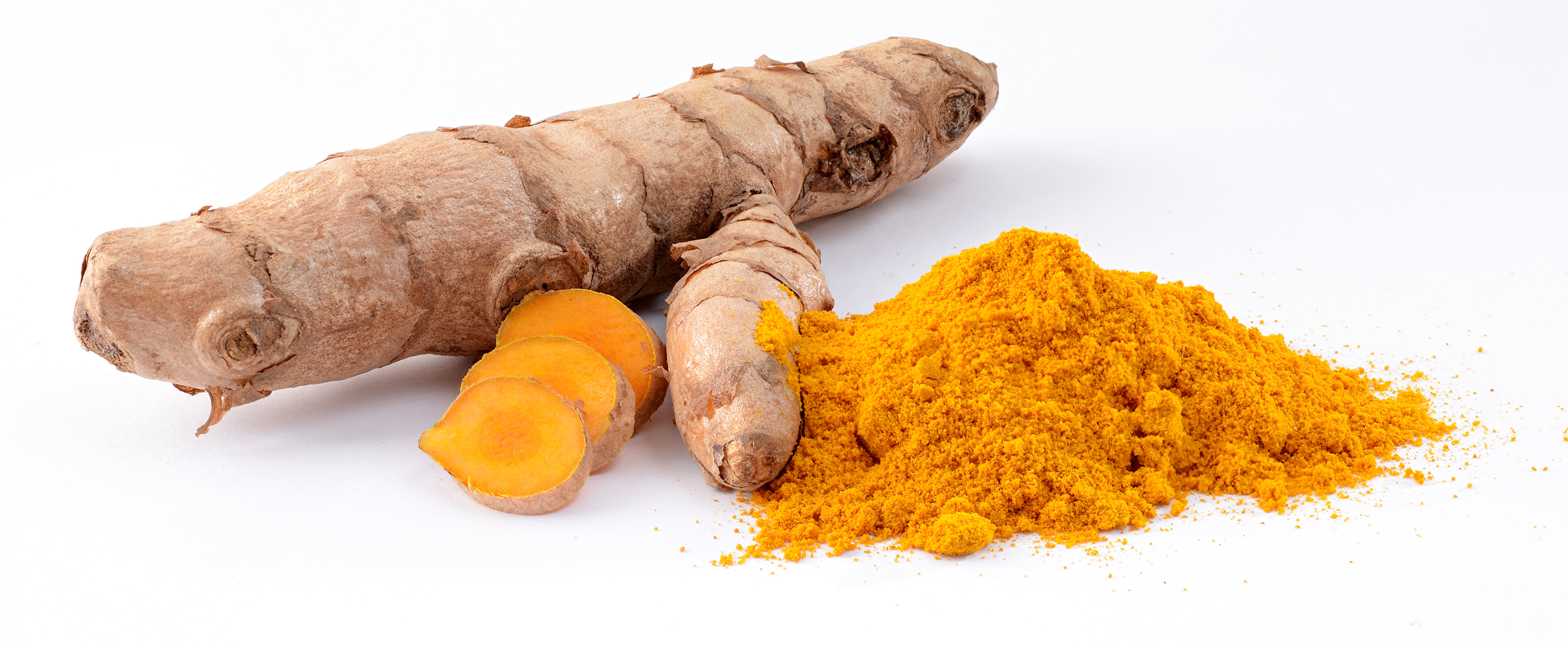
ウコンの根茎と粉末

鬱金色（うこんいろ）とは、ウコンの根で染めた色のこと。少し赤みがかった黄色。黄金色。JISの色彩規格では「強い黄(2Y 7.5/12)」と大雑把に位置付けてある。
原料となるウコンは、かつて「インドサフラン（crocus indicus）」とも称され、インド周辺及びアジア南部が源産地とされる。ウコンの塊根から抽出される黄金色の粉末は、染料や漢方薬として古くより世界各地で利用された。スリランカなどでは上座部仏教の僧侶の衣の色として知られ、英語にもターメリックという色名が存在する。
鬱金色は、井原西鶴の浮世草紙に散見され、江戸時代前期に日本の上方を中心として、紬や小袖など着物の地色として好まれていた。また、防虫や皮膚病予防の効果があるとして幼児の肌着や木綿に染めて骨董品を包む用途に充てられた。
また、鬱金という字は「金色が盛んに増える」（「鬱蒼とした森」のように、鬱には木々が生い茂るさまを表す意味もある）という意味に通じ、縁起を担いで財布や風呂敷の染色にも用いられた。
また、ベニバナ染めの下染めにもよく使われる。
原料となるウコンは、かつて「インドサフラン（crocus indicus）」とも称され、インド周辺及びアジア南部が産地とされる。